# Camaligan
Camaligan is een gemeente in de Filipijnse provincie Camarines Sur op het eiland Luzon. Bij de laatste census in 2007 had de gemeente bijna 21 duizend inwoners.

## Geografie

### Bestuurlijke indeling
Camaligan is onderverdeeld in de volgende 13 barangays:
| - Dugcal - Marupit - San Francisco - San Juan-San Ramon - San Lucas - San Marcos - San Mateo | - San Jose-San Pablo - San Roque - Santo Domingo - Santo Tomas - Sua - Tarosanan |

## Demografie
Camaligan had bij de census van 2007 een inwoneraantal van 20.758 mensen. Dit zijn 1.570 mensen (8,2%) meer dan bij de vorige census van 2000. De gemiddelde jaarlijkse groei komt daarmee uit op 1,09%, hetgeen lager is dan het landelijk jaarlijks gemiddelde over deze periode (2,04%). Vergeleken met de census van 1995 is het aantal mensen met 3.347 (19,2%) toegenomen.

De bevolkingsdichtheid van Camaligan was ten tijde van de laatste census, met 20.758 inwoners op 4,68 km², 4435,5 mensen per km².